# Wilk polarny
Wilk polarny (Canis lupus arctos) –  jeden z największych podgatunków wilka szarego, drapieżnego ssaka z rodziny psowatych (Canidae).
Charakteryzuje się grubą, białą sierścią i to jest jego główna cecha wyróżniająca. W ramach wilka arktycznego oprócz formy typowej wyróżnia się jeszcze:
- wilka Banksa (C. l. a. bernardi) - duża forma geograficzna wilka arktycznego zamieszkująca wyspę Banksa i 
wyspę Wiktorii na obszarze Terytoriów Północno-Zachodnich. Smukły i długonogi z ciemniejszą sierścią na grzbiecie.
- wilka grenlandzkiego (C. l. a. orion) - jedna z form wilka arktycznego, prawdopodobnie wymarła, zamieszkiwał Grenlandię.
- wilka z wyspy Baffina (C. l. a. manningi) - najmniejszy spośród wilków arktycznych, zamieszkuje Ziemię Baffina.

## Dane
- Długość: 100-150 cm
- Masa ciała: do 80 kg
- Długość życia: ok. 7 lat
- Długość ciąży: 61-63 dni
- Liczba młodych: 4-5

## Występowanie
Zajmuje obszary północnej Kanady, północno-zachodniej Grenlandii oraz wiele wysepek leżących pomiędzy nimi. Wilki arktyczne można badać i obserwować w całkowicie naturalnych warunkach, gdyż na tereny przez nie zasiedlane nie dotarła nigdy na dużą skalę ludzka cywilizacja. Dlatego wilk polarny jest jedynym podgatunkiem wilka, który przetrwał na całym obszarze pierwotnego występowania. Obecnie niezagrożony.

## Tryb życia
Żyje w zhierarchizowanych watahach do 30 osobników. Stadem przewodzi najwyższy rangą samiec, a jego partnerka ma prawie taką samą pozycję. Reszta wilków podporządkowuje się przywódcom i wytwarza własną hierarchię. W trakcie polowania i karmienia młodych współpracują wszystkie dorosłe zwierzęta. Poluje na renifery, zające i inną zwierzynę. Kiedy wilki atakują woły piżmowe, a te ustawione są w okręgu, chroniąc cielęta potężnymi rogami, drapieżniki rozpoczynają wojnę nerwów i koncentrują się na rozerwaniu kręgu. Biegając naokoło, wilki zmuszają woły do zmiany pozycji tak, aby te mogły mieć na oku agresorów. Często jednak taka taktyka nie pomaga drapieżnikom, ale jeśli dopisze im szczęście, woły nie wytrzymują nerwowo i rozbiegają się. Wtedy wilki rozpoczynają pościg i próbują odizolować młode lub słabe zwierzęta. Kiedy drapieżnik wgryzie się w ofiarę, inne śpieszą mu na pomoc i wspólnie powalają woła.

## Rozmnażanie
Po okresie godowym w marcu ciężarna wilczyca opuszcza stado, aby znaleźć odpowiednią kryjówkę. Czasem wykopuje ją sobie sama, przeważnie wydaje potomstwo w jakimś starym legowisku, w jaskini lub szczelinie skalnej. Młode rodzą się ślepe, głuche i bezbronne. Są całkowicie uzależnione od matki. Gdy liczą sobie miesiąc życia, po raz pierwszy próbują mięsa. Od tego momentu stado dzieli się z nim pożywieniem. Dorosłe wilki zwracają pokarm, karmiąc w ten sposób wilczki. Jeśli jest wystarczająco dużo zdobyczy, młode wilki są w stanie podążać za stadem aż do początku lata.